# Michaił Ziemcow
Michaił Grigorjewicz Ziemcow (ur. 1686 lub 1688 w Moskwie, zm. 17 sierpnia?/28 sierpnia 1743 w Sankt Petersburgu) – rosyjski architekt.

## Życiorys
O dzieciństwie i młodości twórcy nie wiadomo praktycznie nic. Pierwszy raz Michaił Ziemcow wspomniany jest w 1709 r. jako osoba ucząca się języka włoskiego w petersburskiej kancelarii gubernialnej. Rok później podjął on pracę w kancelarii spraw miejskich Petersburga, która zajmowała się koordynacją prac nad budową nowego miasta i wznoszeniem wokół niego murowanych fortyfikacji na miejscu ziemnych. Ziemcow pracował w niej pod kierunkiem architekta Domenico Trezziniego. W 1719 r. był już na tyle doświadczonym budowniczym, że powierzono mu koordynację prac nad wznoszeniem budowli kamiennych w moskiewskim Kitaj-grodzie, w miejsce starszych budowli drewnianych. Jednak już w roku następnym został ponownie wezwany do Petersburga, by pracować przy rozbudowie miasta, służąc jako pomocnik i tłumacz nowo przybyłego do Rosji Nicoli Michettiego i dalej kształcąc się pod jego kierunkiem.
W 1721 i 1722 r. brał udział we wznoszeniu pałacu Katarzyny w Rewlu oraz urządzaniu otaczającego go ogrodu. Następnie podróżował do Sztokholmu, by zapoznać się ze specyfiką budowy miasta na bałtyckim wybrzeżu. Poznał tam również architekturę gotycką. Po powrocie w 1723 r. objął obowiązki głównego architekta Petersburga w związku z wyjazdem Michettiego do Włoch, chociaż dopiero rok później oficjalnie otrzymał tytuł zawodowy i pensję architekta. Kierował urządzaniem sadów i ogrodów w Petersburgu, które rozciągały się na miejscu obecnego Ogrodu Letniego, Ogrodu Michajłowskiego i Pola Marsowego, a także ogrodu carskiego w Peterhofie i zespołu kaskad i fontann w tamtejszym parku. W 1726 r. według projektu Ziemcowa wzniesiono budynek dla straży w sąsiedztwie Mostu Aniczkowa.
W latach 30. XVIII w. wpływy Ziemcowa zmalały - Bartolomeo Rastrelli zdołał doprowadzić do tego, by prace przy najbardziej prestiżowych budowach Pałaców Zimowego i Letniego powierzono jego synowi Francesco. Ziemcow pracował natomiast przy rozbudowie Peterhofu i przy wzniesieniu cerkwi Świętych Symeona i Anny w Petersburgu. Kierował także zabudową Newskiego Prospektu, ulic Milionowej i Wielkiej Morskiej. Kończył również budowę innych obiektów, których wznoszenie rozpoczęli inni architekci: Kunstkamery, soboru św. Izaaka, budynku Dwunastu Kolegiów i carskich stajni. W końcu lat 30. zbudował dla siebie dom przy Newskim Prospekcie. W 1737 r. współtworzył generalny projekt Petersburga.
Latem 1741 r. wykonał projekt soboru Trójcy Świętej w Petersburgu, który ostatecznie nie został zrealizowany. Był jednym z autorów soboru św. Sampsona w Dzielnicy Wyborskiej, dla którego zaprojektował pomieszczenie ołtarzowe.
W 1741 r. nowa władczyni Rosji Elżbieta mianowała Ziemcowa architektem nadwornym. Przed koronacją cesarzowej Ziemcow wzniósł w Petersburgu kolejne budynki pałacowe oraz łuk triumfalny. Następnie zakończył budowę Pałacu Aniczkowskiego. W latach 1742–1743 przygotował plan rozbudowy kompleksu pałacowo-parkowego w Carskim Siole, jednak zmarł w 1743, zanim prace zostały ukończone.

Był żonaty z Marią Iwanowną, mieli córki Marię i Aleksandrę oraz synów Michaiła i Aleksandra. Został pochowany w sąsiedztwie soboru św. Sampsona, nagrobek nie przetrwał.

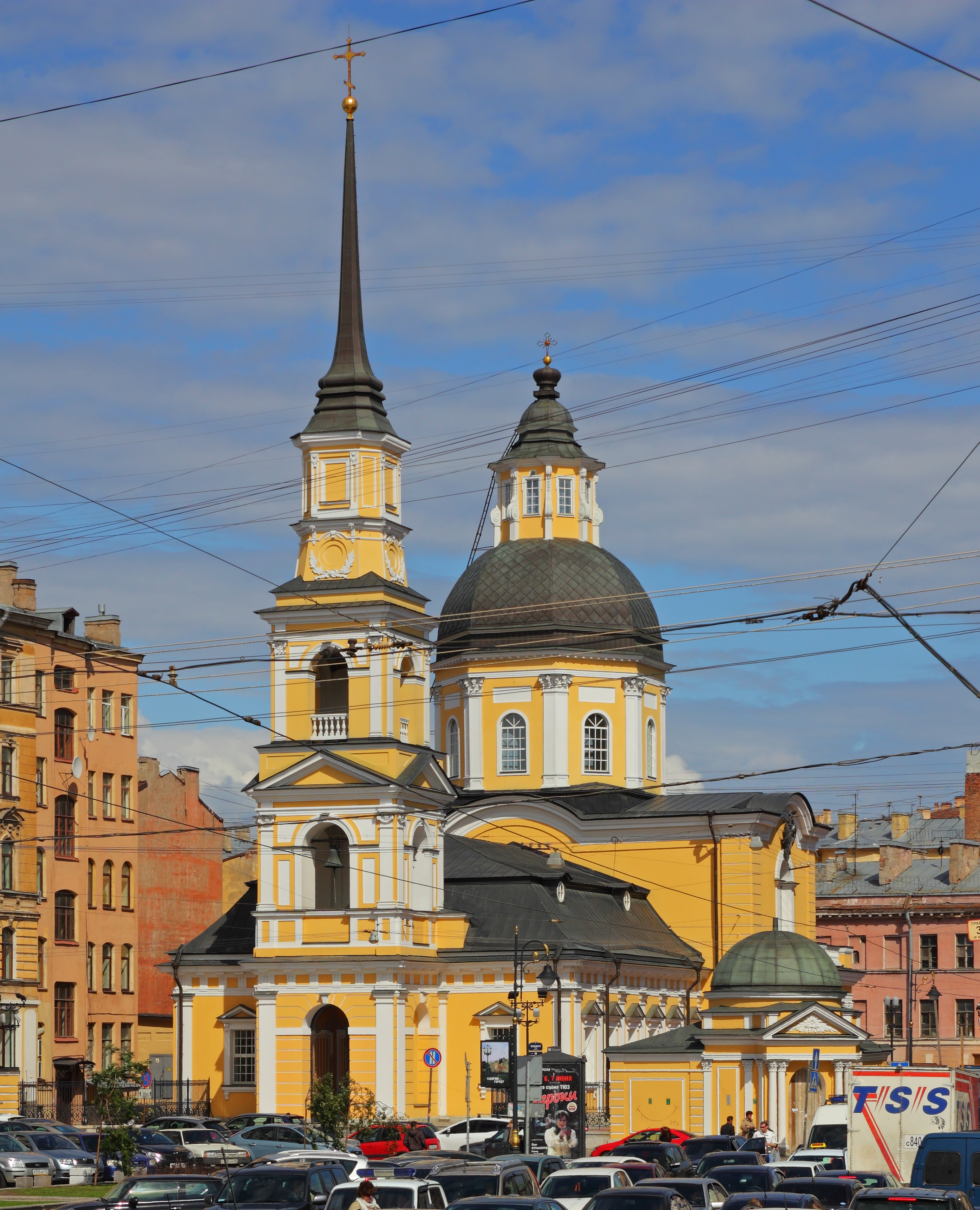
Cerkiew Świętych Symeona i Anny
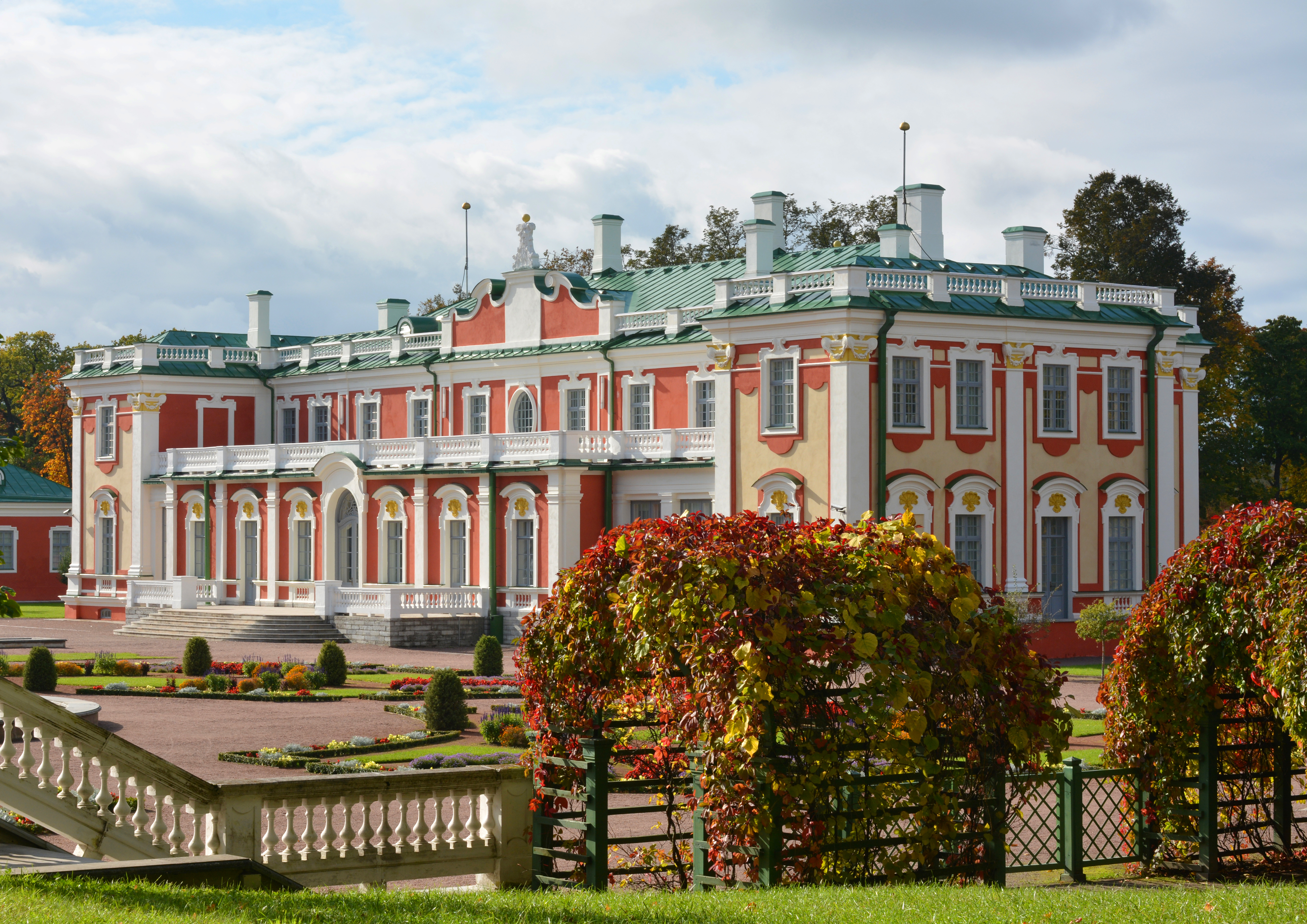
Pałac Kadriorg w Tallinnie
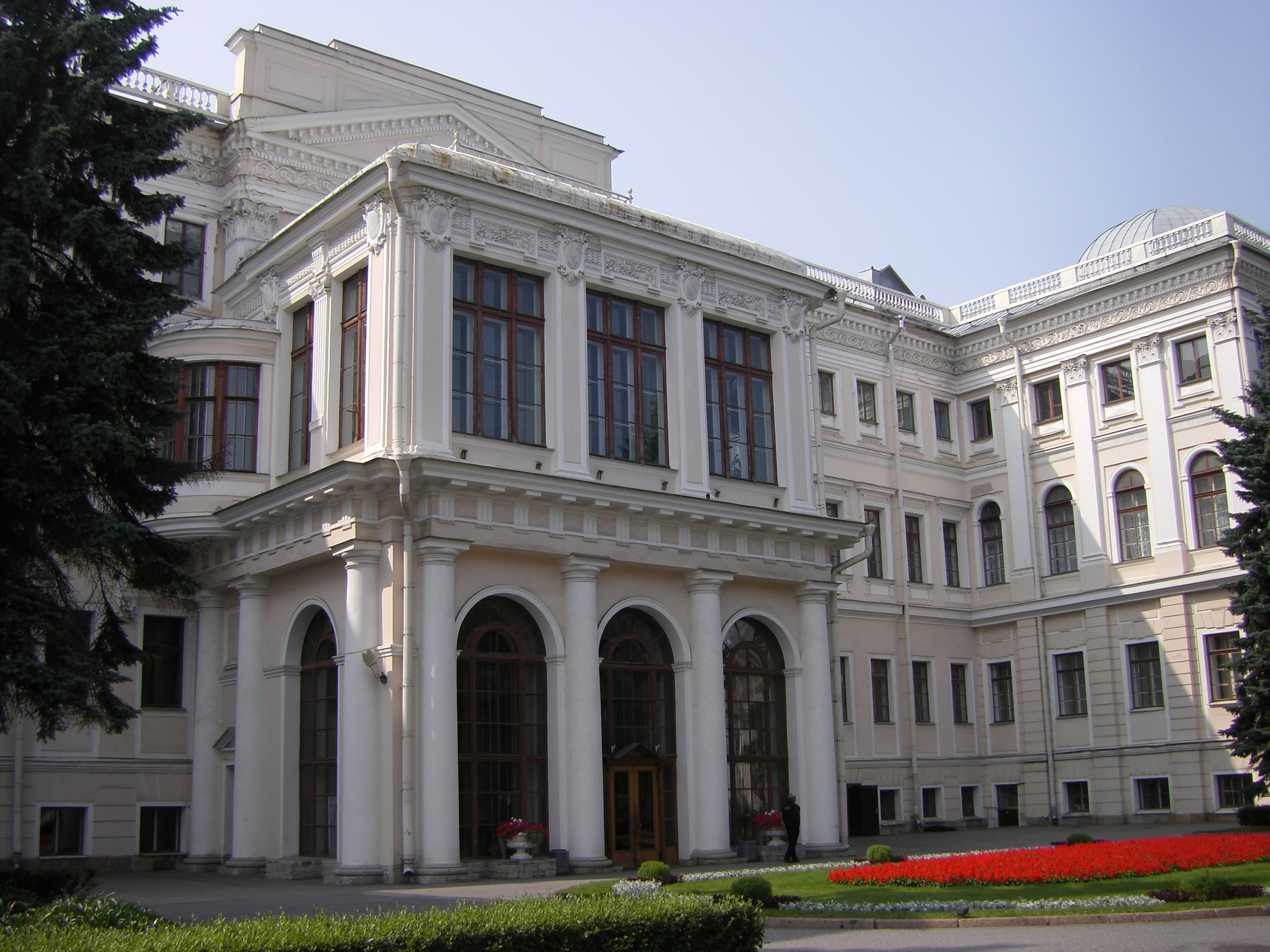
Pałac Aniczkowski
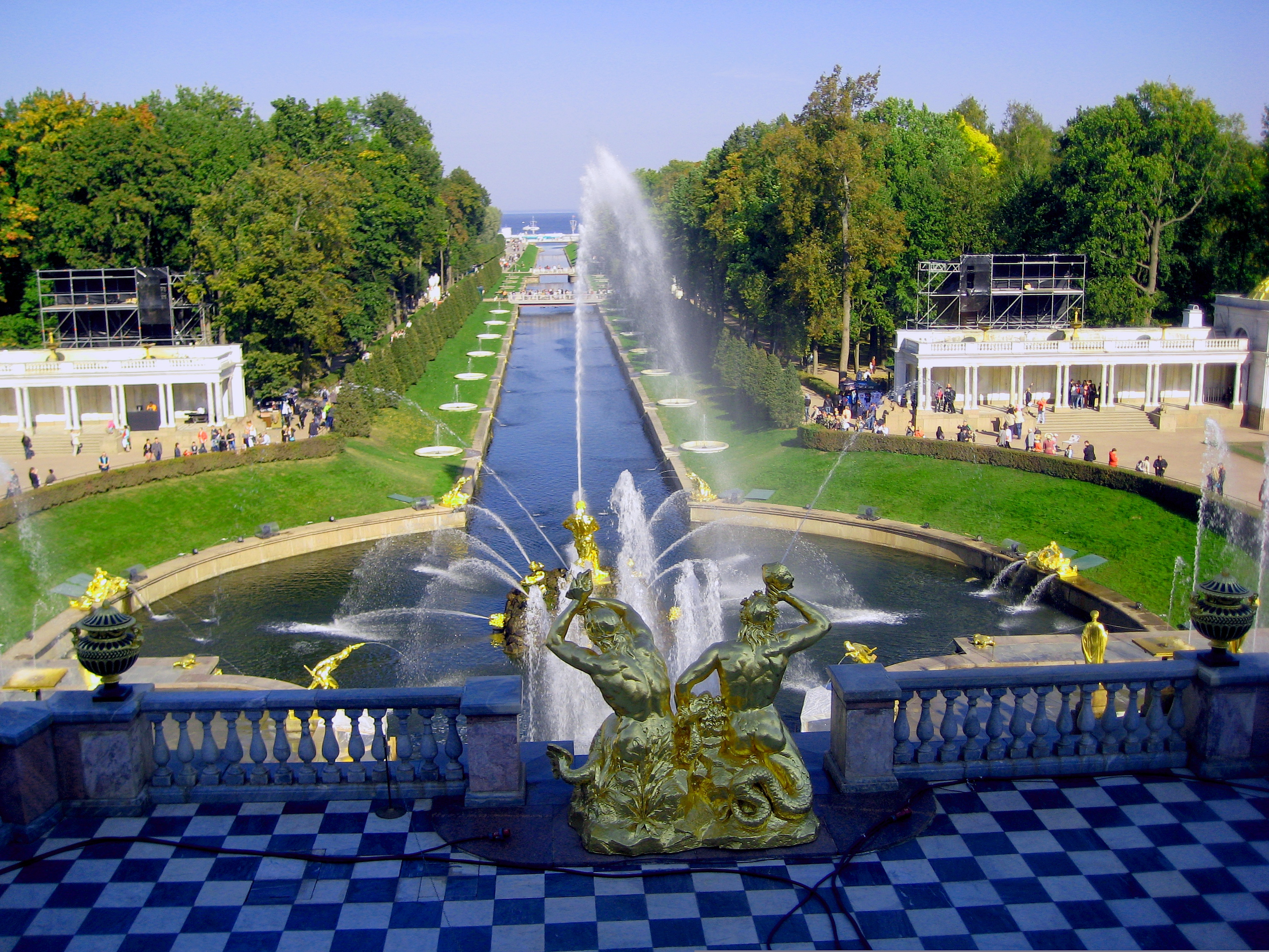
Wielka Kaskada w ogrodach pałacu w Peterhofie